# Поезија
Поезија је посебан књижевни род где је песникова порука изречена кроз стихове. Песма обично садржи низ стилских фигура, укључујући риму, метафору, поређење, градацију, хиперболу, итд. Поезија (термин изведен из варијанте грчког термина, poiesis, „прављење”) форма је литературе која користи естетске и римске квалитете језика — као што су благозвучност, звучни симболизам, и метрика — за евоцирање значења које је надопуна, или замена, прозног значења.
Сматра се да је поезија најстарија врста књижевности. Рани примери су сумерски „Еп о Гилгамешу“, делови Библије и радови Хомера. Ране поеме су еволуирале из народних песама као што су кинеске шиђиншке песме, или из потребе поновног казивања оралне епике, или из санскритских веда, зороастризанских гата, и хомерских епова, Илијада и Одисеја. Антички покушаји дефинисања поезије, као што је Аристотелова Поетика, имају фокус на употреби говора и реторике, драме, песме и комедије. Каснији покушаји су били концентрисани на својствима као што су понављање, форма стихова и рима, и наглашавању естетике по чему се поезија разликује од објективније информативних, прозних форми писања. Од средине 20. века, поезија је понекад била у општем смислу сматрана фундаменталним креативним чином употребе језика.
Поезија користи форме и конвенције да сугерише диференцијалну интерпретацију речи, или да евоцира емотивне респонсе. Средства као што су асонанца, алитерација, ономатопеја и ритам се понекад користе за остваривање музичких или инкантационих ефеката. Употреба двосмислености, симболизма, ироније и других стилистичких елемената поетске дикције често оставља поеме отвореним за вишеструке интерпретације. Слично томе говорне фигуре као што су метафора, поређење и метонимија креирају резонанцију између иначе различитих слика — раслојавајући значења, формирајући претходно неспознате везе. Сродне форме резонанције могу да постоје између индивидуалних стихова, у њиховим обрасцима ритма или риме.
Неки типови поезије су специфични за дате културе и жанрове и одговарају карактеристикама језика у коме је песник писао. Читаоци који су навикли да поистовећују поезију са Дантеом, Гетеом, Мицкјевичом и Румијем могу да је сматрају делом написаном у виду линија базираних на рими и регуларној метрици. Постоје међутим традиције, као што је библијска поезија, које користе друга средства за креирање ритма и еуфоније. Знатан део модерне поезије одражава критику поетске традиције, играјући се са и тестирајући, између осталог, принципе саме еуфоније, понекад у потпуности напуштајући риму или постављани ритам. У данашњем све више глобализованом свету, песници често прилагођавају форме, стилове и технике из различитих култура и језика.

## Историја
Неки научници сматрају да уметност поезије можда претходи писмености. Међутим, други сугеришу да поезија не мора да је нужно претходила писању.
Најстарија преживела епска поема, Еп о Гилгамешу, потиче из 3. миленијума п. н. е. из сумерске Месопотамије (сад Ирак), и била је написана у клинастом писму на глиненој плочици, уместо папируса. Плочица потиче из око  2000 п. н. е. и описује годишњи обред у коме се краљ симболично жени и има полни однос са богињом Инаном да би се осигурала плодност и просперитет; то се сматра најстаријом љубавном поемом на свету. Један пример египатске епске поезије је Прича о Синуху (из око 1800. п. н. е).
Друга античка епска поезија обухвата грчке епове, Илијада и Одисеја; авестанске књиге, Гати и Јасна; римски национални еп, Вергилијеву Енејиду; и индијске епове, Рамајана и Махабхарата. Епска поезија, укључујући Одисеју, Гати, и индијске Веде, чини се да је формирана у песничкој форми ради лакшег меморисања и оралног преноса, у праисторијским и античким друштвима.
Друге форме поезије су се развиле директно из народних песама. Најранији уноси у најстаријој постојећој збирци кинеске поезије, Шиђинг, били су иницијално лирски.
Напори древних мислиоца да утврде шта чини поезију карактеристичном као обликом, а оно што разликује добру поезију од лоше, резултирали су у „поетици” — студији естетике поезије. Нека античка друштва, као што је кинеско са његовим Шиђингом (Класичном поезијом), развила су каноне поетских радова који су имали ритуал и естетску важност. У скорије време, мислиоци су се трудили да пронађу дефиницију која би могла да се обухвате формалне разлике које су толико велике као што су оне између Чосерових Кентерберијских прича и Мацуо Башоове Оку но Хосомичи, као и разлике у контексту које премошћавају религиозну поезију Танаха, љубавну поезију, и рап.

### Западне традиције
Класични мислиоци су користили класификацију као начин дефинисања и процене квалитета поезије. Наиме, постојећи фрагменти Аристотелове Поетике описују три жанра поезије — епску, комичну, и трагичну — развијају правила за разликовање поезије највишег квалитета у сваком жанру, заснована на основним наменама жанра. Каснији естетичари су идентификовали три главна жанра: епску поезију, лирску поезију, и драмску поезију, третирајући комедију и трагедију као поджанрове драмске поезије.
Аристотелов рад је био утицајан широм Средњег истока током исламског златног доба, као и у Европи током ренесансе. Каснији песници и естетичари често одвајају поезију, и дефинишу је као супротност прози, која је уопштено схваћена као писање са нагласком на логичкој експликацији и са линеарном наративном структуром. Кант тврди да природа поезије као самосвесно апстрактне и лепе форме подиже овај изражајни облик на највиши ниво међу вербалним уметностима, чему следе тон или музика које је прате, а тек након тога логичнија и наративна проза.
Ово не подразумева да је поезија нелогична или да нема нарацију, већ да је поезија покушај да се лепо или узвишено створи без терета ангажовања логичког или наративног мисаоног процеса. Енглески романтичарски песник Џон Китс назвао је ово бекство од логике „негативном способношћу”. Овај „романтичарски” приступ виђењу форме је кључни елемент успешне поезије, јер је ова форма апстрактна и разликује се од исходишне нотационе логике. Овај приступ је остао утицајан у 20. веку.
Током овог периода, постојала је и значајнија интеракција између различитих поетских традиција, делом због ширења европског колонијализма и пратећег пораста глобалне трговине. Поред бума у погледу превода, током романтичарског периода поново се откривају бројни древни радови.

### Спорови 20. века и 21. века
Неки од књижевних теоретичара 20. века, ослањајући се у мањој мери на опозицију прозе и поезије, ставили су фокус на песника као превасходно онога који ствара користећи језик, и поезију као исход песничког стваралаштва. Основни концепт песника као творца није неуобичајен, а неки модернистички песници есенцијално не праве разлику између стварања песме користећи речи и креативних дела у другим медијима. Међутим, други модернисти сматрају да је и сам покушај да се поезија дефинише на такав начин погрешан.
Одбацивање традиционалних облика и структура поезије које је започело у првој половини 20. века подударало се са довођењем у питање сврхе и значаја традиционалних дефиниција поезије и разлика између поезије и прозе, нарочито имајући у виду примере поетске прозе и прозне поезије. Бројни модернистички песници писали су у нетрадиционалним формама или у ономе што би се традиционално могло сматрати прозом, иако је њихово писање генерално било поткрепљено поетском дикцијом, и често је имало ритам и тон успостављен неметричким средствима. Иако је у модерним школама постојала значајна формалистичка реакција на распад структуре, ова реакција се усредсредила на развој нових формалних структура и синтеза, као и на оживљавање старијих облика и структура.
Недавно, је дошло до развоја постмодернизма ради потпунијег преноса прозе и поезије као особених ентитета, а такође и међу жанровима поезије, који имају значење само као културни артефакти. Постмодернизам иде изван нагласка модернизма на креативној улози песника, да наглашава улогу читаоца текста (херменеутика), и да истакне комплексну културну мрежу у којој се чита песма. У данашње време, широм света, поезија често укључује поетску форму и дикцију из других култура и из прошлости, што додатно отежава покушаје дефинисања и класификације који су некада били смислени у оквиру традиције као што је Западни канон.